# Écfrase

"A presença que assim subiu tão estranhamente ao lado das águas, é expressiva do que em mil anos os homens passaram a desejar. É dela a cabeça sobre a qual todos 'os fins do mundo chegaram', e as pálpebras estão um pouco cansadas. É uma beleza forjada de dentro sobre a carne, o depósito, célula por célula, de pensamentos estranhos e devaneios fantásticos e paixões primorosas. Coloque-o por um momento ao lado de uma daquelas deusas gregas brancas ou belas mulheres da antiguidade, e como elas se incomodariam com essa beleza, para a qual a alma com todas as suas doenças passou! Todos os pensamentos e experiências do mundo foram gravados e moldados lá, naquilo que eles têm o poder de refinar e tornar expressiva a forma externa, o animalismo da Grécia, a luxúria de Roma, o devaneio da idade média com sua ambição espiritual e amores imaginativos, o retorno do mundo pagão, os pecados dos Bórgia. Ela é mais velha do que as rochas entre as quais se senta; como o vampiro, ela já morreu muitas vezes e aprendeu os segredos da sepultura; e tem sido um mergulhador em mares profundos, e mantém seus dias caídos sobre ela; e traficado por estranhas teias com mercadores orientais: e, como Leda, era a mãe de Helena de Tróia, e, como Santa Ana, a mãe de Maria; e tudo isso foi para ela apenas como o som de liras e flautas, e vive apenas na delicadeza com que moldou os traços mutáveis e tingiu as pálpebras e as mãos. A fantasia de uma vida perpétua, reunindo dez mil experiências, é antiga; e o pensamento moderno concebeu a ideia de humanidade como trabalhada por, e resumindo em si mesma, todos os modos de pensamento e vida. Certamente a senhora Lisa pode ser a personificação da velha fantasia, o símbolo da ideia moderna." A Mona Lisa descrita por Walter Pater

A palavra écfrase vem do grego para a descrição escrita de uma obra de arte produzida como um exercício retórico, frequentemente usada na forma adjetiva ecfrástica. É uma descrição verbal vívida, muitas vezes dramática, de uma obra de arte visual, real ou imaginária. Nos tempos antigos, referia-se a uma descrição de qualquer coisa, pessoa ou experiência. A palavra vem do grego ἐκ ek e φράσις phrásis, 'fora' e 'falar', respectivamente, e do verbo ἐκφράζειν ekphrázein, "proclamar ou chamar um objeto inanimado pelo nome".
De acordo com a Poetry Foundation, "um poema ecfrástico é uma descrição vívida de uma cena ou, mais comumente, de uma obra de arte". Mais geralmente, um poema ecfrástico é um poema inspirado ou estimulado por uma obra de arte.
A écfrase tem sido considerada geralmente um dispositivo retórico no qual um meio de arte tenta se relacionar com outro meio, definindo e descrevendo sua essência e forma e, ao fazer isso, se relacionar mais diretamente com o público, por meio de sua vivacidade iluminativa. Um trabalho descritivo de prosa ou poesia, um filme ou mesmo uma fotografia pode, assim, destacar por meio de sua vivacidade retórica o que está acontecendo, ou o que é mostrado em, digamos, qualquer uma das artes visuais, e ao fazê-lo, pode aprimorar a arte original e assim adquirir vida própria por meio de sua descrição brilhante. Um exemplo é a pintura de uma escultura: a pintura está "contando a história" da escultura e, portanto, tornando-se uma contadora de histórias, bem como uma história (obra de arte) em si. Praticamente qualquer tipo de meio artístico pode ser ator ou sujeito de écfrase. Nem sempre é possível, por exemplo, fazer uma escultura precisa de um livro para recontar a história de maneira autêntica; no entanto, se é o espírito do livro que nos preocupa mais, certamente pode ser transmitido por praticamente qualquer meio e, assim, aumentar o impacto artístico do livro original por meio da sinergia.
Dessa forma, uma pintura pode representar uma escultura e vice-versa; um poema retrata uma imagem; uma escultura representa a heroína de um romance; na verdade, dadas as circunstâncias certas, qualquer arte pode descrever qualquer outra arte, especialmente se um elemento retórico, representando os sentimentos do artista quando ele criou sua obra, estiver presente. Por exemplo, os rostos distorcidos em uma multidão em uma pintura que descreve uma obra de arte original, um semblante carrancudo no rosto de uma escultura que representa uma figura histórica ou um filme que mostra aspectos particularmente sombrios da arquitetura neogótica, são todos exemplos de écfrase.